# لاورل (آیووا)
لاورل (به انگلیسی: Laurel) شهری در ایالت آیووا کشور ایالات متحده آمریکا است که جمعیت آن در سرشماری سال ۲۰۱۰ میلادی، ۲۳۹ نفر بوده‌است.